# نیوول سندرز
نیوول سندرز (به انگلیسی: Newell Sanders) سناتور سابق عضو حزب جمهوری‌خواه ایالات متحده آمریکا بود. وی در سال ۱۹۱۲ تا ۱۹۱۳ میلادی سناتور ایالت تنسی در سنای ایالات متحده آمریکا بود.